# Pristipomoides aquilonaris
Pristipomoides aquilonaris là một loài cá biển thuộc chi Pristipomoides trong họ Cá hồng. Loài này được mô tả lần đầu tiên vào năm 1896.

## Từ nguyên
Tính từ định danh aquilonaris trong tiếng Latinh mang nghĩa là "từ phương bắc", hàm ý có lẽ đề cập đến phân bố của loài cá này nằm ở phía bắc (vịnh México) so với Etelis oculatus (ở Martinique), được cho là họ hàng gần nhất của nhau vào thời điểm đó.

## Phạm vi phân bố và môi trường sống
Từ Canada và bang North Carolina của Hoa Kỳ, P. aquilonaris có phân bố trải dài về phía nam, băng qua khắp vịnh México và biển Caribe đến bang Santa Catarina (Brasil).
P. aquilonaris sống tập trung trên các rạn san hô ở độ sâu khoảng từ 24 đến ít nhất là 650 m.

## Mô tả
Chiều dài cơ thể lớn nhất được ghi nhận ở P. aquilonaris là 56 cm, nhưng phổ biến hơn với chiều dài khoảng 20 cm. Cá có màu hồng tím ở thân trên và lưng, thân dưới và bụng màu xám bạc. Mống mắt màu vàng cam. Gốc vây ngực, rìa vây lưng và hai thùy đuôi màu vàng.
Số gai ở vây lưng: 10; Số tia vây ở vây lưng: 10–11; Số gai ở vây hậu môn: 3; Số tia vây ở vây hậu môn: 7–8; Số tia vây ở vây ngực: 14–17; Số vảy đường bên: 48–52.

## Sinh thái
Thức ăn của P. aquilonaris chủ yếu là những loài cá nhỏ, nhưng cũng bao gồm động vật giáp xác và cá mực. Tuổi thọ lớn nhất được ghi nhận ở loài này là 14.
Các nhà khoa học đã mô tả một loài giun dẹp ký sinh mới trong họ Opecoelidae là Bentholebouria colubrosa, được phát hiện trên cơ thể của P. aquilonaris.

## Thương mại
P. aquilonaris không phải loài được nhắm mục tiêu, nhưng có tầm quan trọng đối với nghề đánh bắt cá hồng quy mô nhỏ ở khu vực Tiểu Antilles.